# آرائه
آرائه (انگلیسی: Arae) در اسطوره‌شناسی یونانی ارواح زنانه نفرین بودند، به ویژه از نفرین‌هایی که مردگان بر مقصران مرگشان تحمیل می‌کردند. آنها با عالم اموات مرتبط بودند. همچنین آنها اگر توسط مردی آسیب می‌دیدند می‌توانستند مردان را به گونه ای نفرین کنند که گاوهای خدای خورشید هلیوس، مانند ادیسه هومرچنین می‌کردند.